# 皮奥涅尔斯科耶 (辛菲罗波尔区)

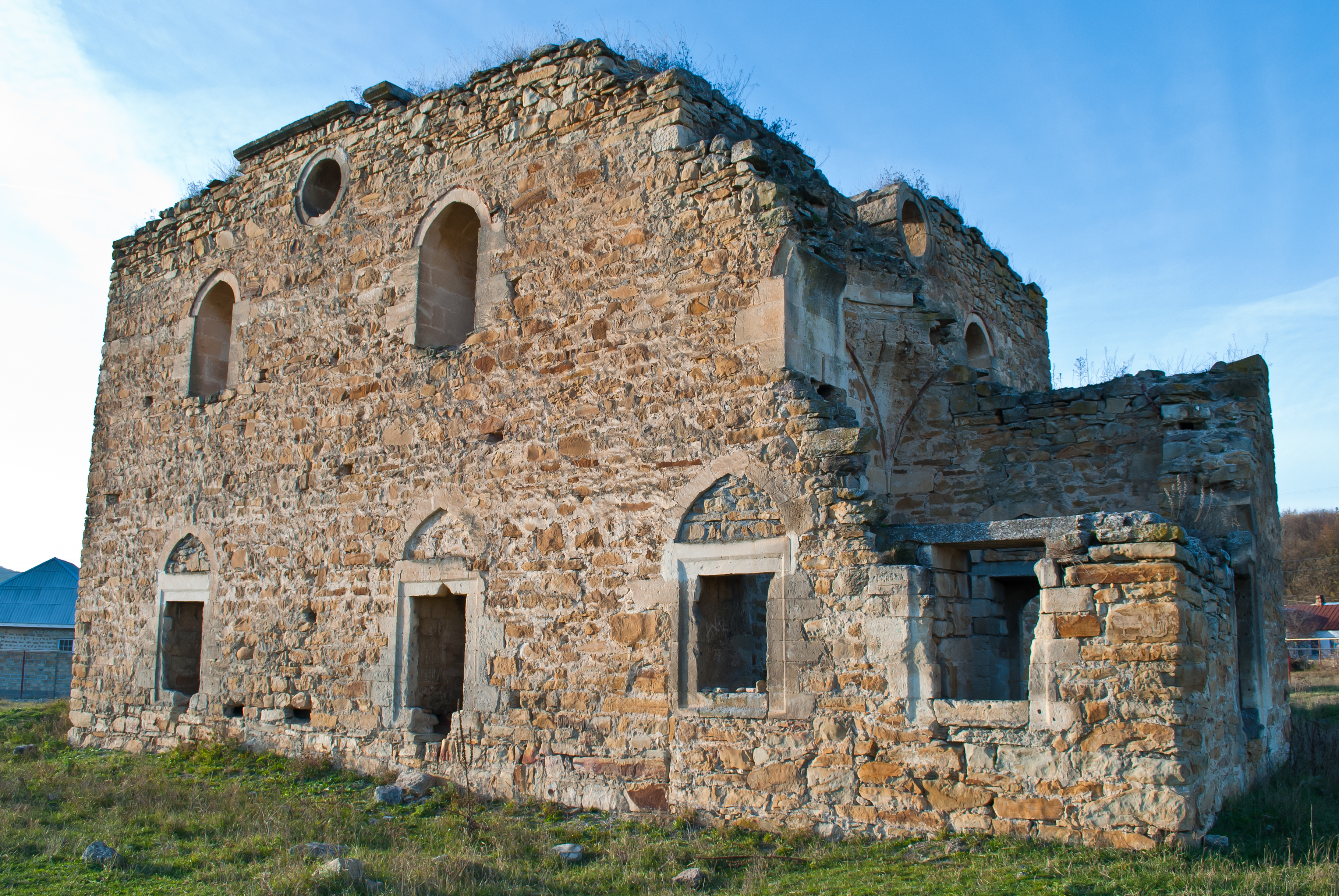
清真寺舊殿（Ескі-Сарай；Eski Saray）

皮奥涅尔斯科耶（俄语：Пионерское），是法理上乌克兰克里米亚自治共和国辛菲罗波尔区的村庄，但事实上是俄罗斯克里米亞共和國辛菲罗波尔区的村庄。距離辛菲羅波爾約9公里，海拔高317公尺，2021年人口6,224。

## 名称
该村1948年之前名为焦爾曼。1948年改名為皮奥内尔斯科耶。2023年乌克兰根据去共化法律改回原名焦尔曼（烏克蘭語：Джолман），但由于乌克兰政府并未实际控制克里米亚，所以此次改名并未在当地实施。